# Гавриил Державин
Гавриил Державин (на руски: Гаврии́л (Гаври́ла) Рома́нович Держа́вин) роден на 3 [14] юли 1743 в село Сокура, Казанска губерния, починал на 8 [20] юли 1816 в имението Званка, Новгородска губерния е руски поет от епохата на Просвещението, известен държавник на Руската империя, сенатор и действителен таен съветник.

## Биография
Съгласно родова легенда родът му произхожда от татарите.
Гавриил се ражда в семейството на дребни дворяни край Казан и там прекарва детството си. От 1762 г. служи като редови гвардеец в Преображенския полк, като в състава на полка участва в държавния преврат на 28 юни 1762 г., в резултат на който на престола застава Екатерина II. През 1773—1775 години участва в потушаването на въстанието на Емелян Пугачов. Записките на Державин представляват ценен исторически източник, тъй като той има непосредствена информация за него. Пушкин използва тези записки при създаването „Историята на бунта на Пугачов“ и Капитанската дъщеря.

## Творчество
Първите му стихове са публикувани през 1773 г. Произведенията ме отразяват блясъка и разложението на епохата на Екатерина II:
```
Днес всеки, мъдър или знатен,
живее в някаква лъжа!
Мечтите за разврат сменили,
не търсим вече светли сили.
```

При неговата поезия елементите на сатирата се съчетават с елементи на интимно-лирическата поезия. Г. Державин е новатор в областта на художествената форма и творчеството му е преход от класицизма към реализма. Неговото творчество влияе на развитието на поезията на Пушкин.
Пушкин отразява свота среща с Державин в Евгени Онегин:
```
С усмивка срещна я светът,
успехът е да окрилява;
Державин, от задгробен кът,
с любезен жест ни благословява.
```